# Tylosema argentea
Tylosema argentea là một loài thực vật có hoa trong họ Đậu. Loài này được (Chiov.) Brenan miêu tả khoa học đầu tiên.